# UCI America Tour 2005
Die UCI America Tour ist der vom Weltradsportverband UCI zur Saison 2005 eingeführte amerikanische Straßenradsport-Kalender unterhalb der UCI ProTour.
Die Eintagesrennen und Etappenrennen der UCI America Tour sind in drei Kategorien (HC, 1 und 2) eingeteilt.

## Endstand
| Platz | Fahrer              | Punkte |
| ----- | ------------------- | ------ |
| 01.   | Edgardo Simón       | 238    |
| 02.   | Damian Martínez     | 188    |
| 03.   | Chris Wherry        | 185    |
| 04.   | Walter Pedraza      | 161    |
| 05.   | Nilceu dos Santos   | 152    |
| 06.   | Roberson Figueiredo | 140    |
|       | François Parisien   | 140    |
| 08.   | Gordon Fraser       | 138    |
| 09.   | Márcio May          | 136    |
| 10.   | José Chacon         | 135    |

| Platz | Team                    | Punkte |
| ----- | ----------------------- | ------ |
| 01.   | Health Net-Maxxis       | 766    |
| 02.   | Colombia-Selle Italia   | 438    |
| 03.   | Symmetrics              | 220    |
| 04.   | Jelly Belly-Pool Gel    | 200    |
| 05.   | Navigators              | 194    |
| 06.   | Kodak-Sierra Nevada     | 143    |
| 07.   | Naturino-Sapore di Mare | 120    |
| 08.   | Webcor Builders         | 104    |
| 09.   | Express Racing          | 81     |
| 10.   | Colavita-Sutter Home    | 78     |

| Platz | Nation             | Punkte |
| ----- | ------------------ | ------ |
| 01.   | Brasilien          | 1458   |
| 02.   | Argentinien        | 1356   |
| 03.   | Kolumbien          | 1162   |
| 04.   | Vereinigte Staaten | 1001   |
| 05.   | Venezuela          | 841    |
| 06.   | Kanada             | 832    |
| 07.   | Kuba               | 612    |
| 08.   | Chile              | 496    |
| 09.   | Mexiko             | 404    |
| 10.   | Peru               | 240    |

## Januar
| Datum   | Rennen                       | Kat. | Sieger         | Team                  |
| ------- | ---------------------------- | ---- | -------------- | --------------------- |
| 8.–21.  | Vuelta al Tachira            | 2.2  | José Rujano    | Colombia-Selle Italia |
| 9.      | Copa América de Ciclismo     | 1.2  | Nilceu Santos  | Scott/Marcondes Cesar |
| 16.–23. | Volta do Estado de São Paulo | 2.2  | Jorge Giacinti | Memorial/Santos       |

## Februar
| Datum   | Rennen                       | Kat. | Sieger          | Team |
| ------- | ---------------------------- | ---- | --------------- | ---- |
| 8.–20.  | Kuba-Rundfahrt               | 2.2  | Damian Martínez |      |
| 10.–20. | Vuelta Ciclista Lider al Sur | 2.2  | Edgardo Simón   |      |

## März
| Datum   | Rennen                           | Kat. | Sieger            | Team              |
| ------- | -------------------------------- | ---- | ----------------- | ----------------- |
| 9.–13.  | Volta Ciclistica de Porto Alegre | 2.2  | Jorge Giacinti    | Memorial/Santos   |
| 18.–27. | Vuelta Ciclista del Uruguay      | 2.2  | Álvaro Tardáguila | Dolores CC        |
| 27.–3.  | Vuelta de Chile                  | 2.2  | Edgardo Simón     | Lider             |
| 31.–3.  | Redlands Classic                 | 2.2  | Chris Wherry      | Health Net-Maxxis |

## April
| Datum   | Rennen                                       | Kat. | Sieger           | Team                           |
| ------- | -------------------------------------------- | ---- | ---------------- | ------------------------------ |
| 7.–10.  | Tour of Puerto Rico                          | 2.2  | Wendy Cruz       | Seleccion de Santiago          |
| 14.–16. | Sea Otter Classic                            | 2.2  | Doug Ollerenshaw | Health Net Presented by Maxxis |
| 19.–24. | Tour de Georgia                              | 2.1  | Tom Danielson    | Discovery Channel              |
| 24.–29. | Vuelta a El Salvador                         | 2.2  | Cameron Hughes   | Subway                         |
| 25.     | Panamerikameisterschaften – Einzelzeitfahren | CC   | Edgardo Simón    | Colombia-Selle Italia          |
| 30.     | Panamerikameisterschaften – Straßenrennen    | CC   | John Fredy Parra |                                |

## Mai
| Datum   | Rennen                     | Kat. | Sieger           | Team                  |
| ------- | -------------------------- | ---- | ---------------- | --------------------- |
| 12.–15. | Doble Sucre Potosi         | 2.2  | Álvaro Sierra    | Orbitel               |
| 25.–29. | Volta Ciclistica do Paraná | 2.2  | Mauricio Morandi | Scott/Marcondes Cesar |
| 31.     | Wachovia Invitational      | 1.1  | Greg Henderson   | Health Net-Maxxis     |

## Juni
| Datum   | Rennen                        | Kat. | Sieger         | Team              |
| ------- | ----------------------------- | ---- | -------------- | ----------------- |
| 2.      | Wachovia Classic              | 1.1  | Gordon Fraser  | Health Net-Maxxis |
| 5.      | Wachovia USPRO Championship   | 1.HC | Chris Wherry   | Health Net-Maxxis |
| 14.–19. | Grand Prix Cycliste de Beauce | 2.2  | Nathan O’Neill |                   |

## Juli
| Datum  | Rennen                      | Kat. | Sieger              | Team                  |
| ------ | --------------------------- | ---- | ------------------- | --------------------- |
| 8.–17. | Tour de la Martinique       | 2.2  | Frédéric Delalande  |                       |
| 9.     | Prova Ciclística 9 de Julho | 1.2  | Roberson Figueiredo | Scott/Marcondes Cesar |
| 24.–7. | Vuelta a Colombia           | 2.2  | Libardo Niño        | Lotería de Boyaca     |

## August
| Datum   | Rennen                                 | Kat. | Sieger                | Team                  |
| ------- | -------------------------------------- | ---- | --------------------- | --------------------- |
| 5.–14.  | Tour de la Guadeloupe                  | 2.2  | José Flober Peña Pena |                       |
| 21.     | USPRO National Criterium Championships | 1.1  | Tyler Farrar          | Health Net-Maxxis     |
| 28.–7.  | Volta de Santa Catarina                | 2.2  | Márcio May            | Scott/Marcondes Cesar |
| 29.–11. | Vuelta a Venezuela                     | 2.2  | José Chacon           |                       |

## September
| Datum | Rennen                   | Kat. | Sieger         | Team           |
| ----- | ------------------------ | ---- | -------------- | -------------- |
| 4.    | San Francisco Grand Prix | 1.HC | Fabian Wegmann | Gerolsteiner   |
| 17.   | Univest Grand Prix       | 1.2  | Melito Heredia | GS Gotham/Toga |